# Mik Kaminski
Mik Kaminski (właśc. Michael Kaminski; ur. 2 września 1951 w Harrogate, North Yorkshire) – angielski muzyk grający na skrzypcach i instrumentach klawiszowych. Najbardziej znany jest z występów w zespole rockowym Electric Light Orchestra w latach 1973–1979. Ojciec artysty był Polakiem.
W 1979 roku wraz ze swoim nowym zespołem Violinski Mik wylansował przebój „Clog Dance”, który znalazł się na liście Top 40 brytyjskiej UK Singles Chart.
Ponownie pojawił się w ELO w nagraniu „Rock 'n' Roll is King” z albumu Secret Messages z roku 1983. W latach 1990–2000 był członkiem formacji ELO Part II, będącej kontynuacją Electric Light Orchestra, pod kierownictwem Beva Bevena.